# Getische Hochebene

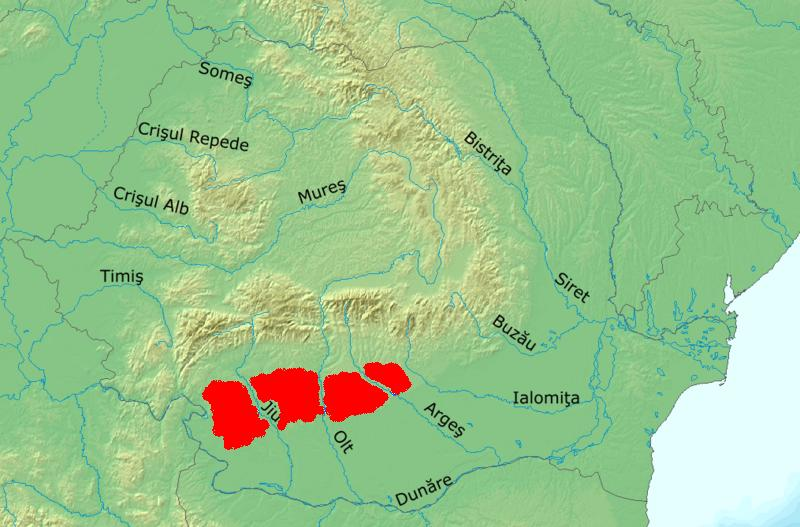
Die Getische Hochebene (rot) wird von den Flüssen Dâmbovița und Motru begrenzt sowie von Jiu, Olt und Argeș durchflossen. Nördlich der Ebene liegen die Getischen Subkarpaten, südlich davon liegt die Getische Senke.

Als Getische Hochebene, Getisches Hochland (rumänisch: Podișul Getic) bzw. Getisches Plateau (rumänisch: Piedmont Getic) wird das Übergangsgebiet zwischen den Getischen Subkarpaten (südliche Vorkarpaten, Vorland der Südkarpaten) und der Rumänischen Tiefebene bezeichnet. Das Plateau wird im Osten vom Fluss Dâmbovița und im Westen vom Fluss Motru begrenzt.
Der an die Hochebene angrenzende mittlere und westliche Teil der Rumänischen Tiefebene wird auch als Getische Tiefebene, Getische Senke (rumänisch: Depresiunea Getică) bzw. Getisches Becken bezeichnet.
Die Namensgebung soll an das antike Volk der Geten erinnern, die die Rumänen zu ihren Vorfahren zählen.

## Quelle
- Christoph Kruspe, Jutta Arndt: Taschenlexikon Rumänien, Seite 152. Bibliographisches Institut Leipzig 1984
- Arta Grafică: Rumania - Guía enciclopédica, Seiten 15f, 23f und 34f. Editorial Meridiane, Bukarest 1971